# جک فیربرادر
جک فیربرادر (انگلیسی: Jack Fairbrother; ۱۶ اوت ۱۹۱۷ – ۱ اکتبر ۱۹۹۹) بازیکن فوتبال، و سرمربی (فوتبال) اهل بریتانیا بود.
از باشگاه‌هایی که در آن بازی کرده‌است می‌توان به باشگاه فوتبال نیوکاسل یونایتد اشاره کرد.